# Premiul internațional al fundației Hasselblad
Premiul internațional al fundației Hasselblad sau Premiul Hasselblad este o recompensă în domeniul fotografiei oferită în fiecare an, începând cu anul 1980 unui artist fotograf care s-a evidențiat prin munca sa. Premiul aparține fundației Erna și Victor Hasselblad, iar câștigătorul este anunțat în fiecare an în lunile martie-aprilie.

## Laureați
| - 1980 : Lennart Nilsson - 1981 : Ansel Adams - 1982 : Henri Cartier-Bresson - 1983 : neoferit (este anul în care a murit Erna Hasselblad) - 1984 : Manuel Álvarez Bravo - 1985 : Irving Penn - 1986 : Ernst Haas - 1987 : Hiroshi Hamaya - 1988 : Édouard Boubat - 1989 : Sebastião Salgado - 1990 : William Klein - 1991 : Richard Avedon - 1992 : Josef Koudelka - 1993 : Sune Jonsson - 1994 : Susan Meiselas - 1995 : Robert Häusser - 1996 : Robert Frank | - 1997 : Christer Strömholm - 1998 : William Eggleston - 1999 : Cindy Sherman - 2000 : Boris Mikhaïlov - 2001 : Hiroshi Sugimoto - 2002 : Jeff Wall - 2003 : Malick Sidibé - 2004 : Bernd et Hilla Becher - 2005 : Lee Friedlander - 2006 : David Goldblatt - 2007 : Nan Goldin - 2008 : Graciela Iturbide - 2009 : Robert Adams - 2010 : Sophie Calle - 2011 : Walid Raad - 2012 : Paul Graham - 2013 : Joan Fontcuberta - 2014 : Miyako Ishiuchi - 2015 : Wolfgang Tillmans - 2016 : Stan Douglas - 2017 : Rineke Dijkstra |